# Kansas City Pla-Mors
Die Kansas City Pla-Mors waren eine US-amerikanische Eishockeymannschaft aus Kansas City, Missouri. Die Mannschaft spielte zwischen 1927 und 1951 in der American Hockey Association sowie der United States Hockey League.  

## Geschichte
Das Franchise der Chicago Americans aus der American Hockey Association wurde zur Saison 1927/28 nach Kansas City, Missouri, umgesiedelt und änderte seinen Namen in Kansas City Pla-Mors. In den Spielzeiten 1929/30 und 1932/33 gewann die Mannschaft jeweils den Meistertitel der AHA. Von 1933 bis 1940 spielte das Team unter dem Namen Kansas City Greyhounds und konnte in der Saison 1933/34 erneut den Meistertitel der AHA gewinnen. Von 1940 bis zur Auflösung der AHA spielte das Team unter dem Namen Kansas City Americans. 
Als die Nachfolgeliga der AHA, die United States Hockey League, 1945 den Spielbetrieb aufnahm, wurden auch das Franchise aus Kansas City reaktiviert und spielte wieder unter dem Namen Pla-Mors. In den Spielzeiten 1945/46 und 1946/47 gewannen die Pla-Mors den Meistertitel der USHL. Zuletzt spielte die Mannschaft von 1949 bis 1951 unter dem Namen Kansas City Mohawks. Als auch die USHL im Anschluss an die Saison 1950/51 aufgelöst wurde, stellte das Team aus Kansas City endgültig den Spielbetrieb ein.    